# ガブリエレ・ザッパ
ガブリエレ・ザッパ（Gabriele Zappa, 1999年12月22日 - ）は、イタリアのプロサッカー選手。カリアリ・カルチョ所属。ポジションはディフェンダー（サイドバック）、ミッドフィールダー（サイドハーフ）。

## 経歴

### 幼少期
5歳の頃、ヴィッラサンタで活動するクラブであるCOSOVの下部組織でサッカーを始めた。その後Nuova Usmateを経て、2010年からはAccademia Internazionaleに所属した。

### クラブ
後にインテル・ミラノの下部組織に移り、2016-17シーズンからはU-19チームでプレイした。2018年4月10日、インテルと初のプロ契約を交わした。2018年夏のシーズン前には、インターナショナル・チャンピオンズ・カップなど、トップチームでも数試合の出場機会を得た。
2019年1月30日、ペスカーラへの移籍で合意。2018-19シーズン終了まではローンバックでインテルに残り、買い戻し条項も含まれることとなった。3月14日、UEFAヨーロッパリーグ・決勝トーナメントのフランクフルト戦でトップチームのメンバーとしてベンチ入りしたが、出場機会はなかった。
2019-20シーズン開幕前、既に合意していたペスカーラに加入。9月24日、セリエB第5節のチッタデッラ戦で、負傷したアントニオ・バルツァーノとの交代でリーグ戦でのプロ初出場。2020年1月25日、リーグ第21節のポルデノーネ戦ではセリエB初ゴールを挙げた。
2020年9月8日、買い取り義務が設定されたローンでカリアリに移籍。
2023年11月5日、リーグ第11節のジェノア戦でセリエA初ゴールを記録した。

### 代表
2016年9月、U-18代表で生代別代表に初招集された。
UEFA U-21欧州選手権2021では3試合に出場した。

## 個人成績
| 国内大会個人成績 | 国内大会個人成績 | 国内大会個人成績 | 国内大会個人成績 | 国内大会個人成績 | 国内大会個人成績 | 国内大会個人成績 | 国内大会個人成績 | 国内大会個人成績 | 国内大会個人成績 | 国内大会個人成績 | 国内大会個人成績 |
| 年度             | クラブ           | 背番号           | リーグ           | リーグ戦         | リーグ戦         | リーグ杯         | リーグ杯         | オープン杯       | オープン杯       | 期間通算         | 期間通算         |
| 年度             | クラブ           | 背番号           | リーグ           | 出場             | 得点             | 出場             | 得点             | 出場             | 得点             | 出場             | 得点             |
| イタリア         | イタリア         | イタリア         | イタリア         | リーグ戦         | リーグ戦         | イタリア杯       | イタリア杯       | オープン杯       | オープン杯       | 期間通算         | 期間通算         |
| ---------------- | ---------------- | ---------------- | ---------------- | ---------------- | ---------------- | ---------------- | ---------------- | ---------------- | ---------------- | ---------------- | ---------------- |
| 2019-20          | ペスカーラ       | 27               | セリエB          | 23               | 5                | 1                | 0                | -                | -                | 24               | 5                |
| 2020-21          | カリアリ         | 25               | セリエA          | 34               | 0                | 2                | 0                | -                | -                | 36               | 0                |
| 2021-22          | カリアリ         | 25               | セリエA          | 25               | 0                | 3                | 0                | -                | -                | 28               | 0                |
| 2022-23          | カリアリ         | 28               | セリエB          | 29               | 3                | 2                | 0                | -                | -                | 31               | 3                |
| 2023-24          | カリアリ         | 28               | セリエA          | 38               | 1                | 3                | 0                | -                | -                | 41               | 1                |
| 通算             | イタリア         | イタリア         | セリエB          | 52               | 8                | 3                | 0                | -                | -                | 55               | 8                |
| 通算             | イタリア         | イタリア         | セリエA          | 97               | 1                | 8                | 0                | -                | -                | 105              | 1                |
| 総通算           | 総通算           | 総通算           | 総通算           | 149              | 9                | 11               | 0                | 0                | 0                | 160              | 9                |